# Temporada 1965-66 de la NBA
La temporada 1965-66 de la NBA fue la vigésima en la historia de la liga. La temporada finalizó con Boston Celtics como campeones (el octavo de ocho anillos consecutivos) tras ganar a Los Angeles Lakers por 4-3.

## Aspectos destacados
- El All-Star Game de la NBA de 1966 se disputó en el Cincinnati Gardens de Cincinnati, Ohio, con victoria del Este sobre el Oeste por 137-94. Adrian Smith, de los locales Cincinnati Royals ganó el premio al MVP del partido.

## Clasificaciones
| Equipo             | V  | D  | %V   | P  |
| ------------------ | -- | -- | ---- | -- |
| Philadelphia 76ers | 55 | 25 | .688 | -  |
| Boston Celtics C   | 54 | 26 | .675 | 1  |
| Cincinnati Royals  | 45 | 35 | .563 | 10 |
| New York Knicks    | 30 | 50 | .375 | 25 |

| Equipo                 | V  | D  | %V   | P  |
| ---------------------- | -- | -- | ---- | -- |
| Los Angeles Lakers     | 45 | 35 | .563 | -  |
| Baltimore Bullets      | 38 | 42 | .475 | 7  |
| St. Louis Hawks        | 36 | 44 | .450 | 9  |
| San Francisco Warriors | 35 | 45 | .438 | 10 |
| Detroit Pistons        | 22 | 58 | .275 | 23 |

* V: Victorias
* D: Derrotas
* %V: Porcentaje de victorias
* P: Partidos de diferencia respecto a la primera posición
* C: Campeón

## Playoffs
|  | Semifinales de División | Semifinales de División | Semifinales de División |   |  | Finales de División | Finales de División | Finales de División |  |  | Finales de la NBA | Finales de la NBA | Finales de la NBA |
|  |                         |                         |                         |   |  |                     |                     |                     |  |  |                   |                   |                   |
|  | E3                      | Cincinnati              | 2                       |   |  | E1                  | Philadelphia        | 1                   |  |  |                   |                   |                   |
|  | E3                      | Cincinnati              | 2                       |   |  | E1                  | Philadelphia        | 1                   |  |  |                   |                   |                   |
|  | E2                      | Boston                  | 3                       |   |  | E2                  | Boston              | 4                   |  |  |                   |                   |                   |
|  | E2                      | Boston                  | 3                       |   |  | E2                  | Boston              | 4                   |  |  |                   |                   |                   |
|  |                         |                         |                         |   |  | División Este       |                     |                     |  |  |                   |                   |                   |
|  |                         |                         |                         |   |  |                     |                     |                     |  |  |                   |                   |                   |
|  |                         |                         |                         |   |  |                     |                     |                     |  |  | E2                | Boston            | 4                 |
|  |                         |                         |                         |   |  |                     |                     |                     |  |  | E2                | Boston            | 4                 |
|  |                         | O1                      | Los Angeles             | 3 |  |                     |                     |                     |  |  |                   |                   |                   |
|  |                         |                         |                         |   |  |                     |                     |                     |  |  |                   |                   |                   |
|  |                         |                         |                         |   |  |                     |                     |                     |  |  |                   |                   |                   |
|  |                         |                         |                         |   |  |                     |                     |                     |  |  |                   |                   |                   |
|  | O3                      | St. Louis               | 3                       |   |  | O1                  | Los Angeles         | 4                   |  |  |                   |                   |                   |
|  | O3                      | St. Louis               | 3                       |   |  | O1                  | Los Angeles         | 4                   |  |  |                   |                   |                   |
|  | O2                      | Baltimore               | 0                       |   |  | O3                  | St. Louis           | 3                   |  |  |                   |                   |                   |
|  | O2                      | Baltimore               | 0                       |   |  | O3                  | St. Louis           | 3                   |  |  |                   |                   |                   |
|  |                         |                         |                         |   |  | División Oeste      |                     |                     |  |  |                   |                   |                   |
|  |                         |                         |                         |   |  |                     |                     |                     |  |  |                   |                   |                   |

## Estadísticas
| Categoría                    | Jugador          | Equipo             | Estadísticas |
| ---------------------------- | ---------------- | ------------------ | ------------ |
| Puntos por partido           | Wilt Chamberlain | Philadelphia 76ers | 33.5         |
| Rebotes por partido          | Wilt Chamberlain | Philadelphia 76ers | 24.6         |
| Asistencias por partido      | Oscar Robertson  | Cincinnati Royals  | 11.1         |
| Porcentaje de tiros de campo | Wilt Chamberlain | Philadelphia 76ers | 54.0         |
| Porcentaje de tiros libres   | Larry Siegfried  | Boston Celtics     | 88.1         |

## Premios
- MVP de la Temporada
  -  Wilt Chamberlain (Philadelphia 76ers)
- Rookie del Año
  -  Rick Barry (San Francisco Warriors)
- Entrenador del Año
  -  Dolph Schayes (Philadelphia 76ers)

| - Mejor Quinteto de la Temporada - Rick Barry, San Francisco Warriors - Jerry Lucas, Cincinnati Royals - Wilt Chamberlain, Philadelphia 76ers - Oscar Robertson, Cincinnati Royals - Jerry West, Los Angeles Lakers | - 2.º Mejor Quinteto de la Temporada - Hal Greer, Philadelphia 76ers - John Havlicek, Boston Celtics - Bill Russell, Boston Celtics - Gus Johnson, Baltimore Bullets - Sam Jones, Boston Celtics |

- Mejor Quinteto de Rookies
  - Tom Van Arsdale, Detroit Pistons
  - Rick Barry, San Francisco Warriors
  - Dick Van Arsdale, New York Knicks
  - Billy Cunningham, Philadelphia 76ers
  - Fred Hetzel, San Francisco Warriors